# الوسم في البادية الأردنية
الوسوم هي عبارة عن رُموز استخدمها أهل البادية والعرب قديمًا للتميز بين المواشي فيتحقق الفرق بين وسم قبيلة وأخرى وما بين وسوم العشائر والحمائل والأفخاذ فاستقر لكل أناس وسمهم الذي لا ينكره غيرهم ولكل وسم اسمه.

## رموز وأشكال الوسوم
الرموز المستخدمة في الوسوم هي عبارة عن الحروف والأرقام العربية القديمة، ولاستخداماتها في دلالاتها الأبعد غورا لدى الأوائل الذين استخدموها ثم انتقلت على شكلها تقليدا وصرفا من دون الذهاب لأصولها الأولى.
وتختلف الرسوم حسب شكلها وموقعها كما أن الوسوم تكاد تنحصر شكلا وعددًا ولكن الوسم الواحد يختلف باختلاف موقعه فلو رسم على اليمين فانه يعد وسما مختلفا وإن تم رسمه على اليسار يعد وسما مختلفا. فيتحقق الفرق بين وسم قبيلة وأخرى وما بين وسوم العشائر والحمائل والأفخاذ فاستقر لكل أناس وسمهم الذي لا ينكره غيرهم ولكل وسم اسمه.

## كيفية الوسم
يثبت الوسم بوضوح في مكان بارز من البدن وأداته الميسم وهو قضيب من  المعدن وفي أحد طرفية رسم الوسم يتم إحماءه بالنار لدرجة الأحمرا ويكوى به موضع الوسم وبقوة حتى تهتك الحرارة مسام الجلد الظاهر فلا ينبت في المكان الوبر والشعر فيبرا الكي ويبقى الأثر.

### وسم الإبل
توسم الإبل بعمر السنة بالكي وموعد الوسم بالمياسم يكون بعد مطلع (نجم سهيل) إذ يكون الطقس معتدلا لا حر ولا برد يؤثر على هياج موضع الكي ولعدم وجود أعشاب رطبة التي قد تحدث ملامستها نكثا لموضع الوسم 
و طريقة وسم الإبل لا تكون إلا بالكي على أعاضدها وأوراكها وأعناقها وقلما توسم على الوجه إذ تتم إناخة الجمل أو الناقة وعقل كلتا اليدين 
و للحد من حركته يتم جذب العنق بواسطة الرسن إلى الجانب المخالف لموضع الوسم ثم يثبت الوسم في الموضع حتى تستقر العلامة.

### وسم الماشية من ماعز أو أغنام
```
الماشية من ماعز وغنم الماعز على عمر ستة أشهر إن كان وسمها بالكي وقبل ذلك كان بالبتر أو البذخ (الشق الذي يحدث فصلا ويكون في آذان الماشية) فلا توسم بالميسم وإن تم وسمها فان الغالب في الوجه وقليلا ما يصيب الأذن ووسوم الأغنام الذي لا يتعدى الوجه تم استخدام الأذن كبتر جزء منها بشكل معين ليكون وسما فإما أن يكون على شكل نصف دائرة ويسمى قبله أو أخذ جزء من أسفل الأذن ويسمى القشطه أو شرخا وهو إحداث شقا على طول الأذن ويسمى شرخه أو مع عرض الأذن ويسمى ريشة أو ترك فراغا بذراعين وزاوية ويسمونه جارا ويستخدم المقص المستخدم في جز الصوف وقص الأظافر لإحداث الوسم شقا أو استئصالا وخضب الماشية نوع من الزينة وليس وسما كما يضن البعض وعادة ما يستخدم صبغة المغرة أو النيلة للخضب.
```

## الوسم وأخلاقيات أهل البادية
يعد الوسم من ناحية مجتمعية مؤدى أمانة ومكسب مرؤة واتباع عرف تجذر بين القبائل قيما راسخة فإذا وقعت ضالة في قطيع من الماشية ولم يستعدها صاحبها في وقتها احتفظ بها صاحب القطيع الذي وقعت فيه ووسم مواليدها من الإناث وما تناسل منها بوسمها ورعاها مع ماشيتها رعايته لقطيعه لا يكسب منها إلا حليبها وصوفها وما ولدت من الذكور فان ظهر صاحبها ولو مع تباطؤ السنين وتعرف عليها بإثبات الوسم استعادها وما نتجت بشهادة الشهود ولمن اعتنى بها شرطه إن رغب وتحسب الذكور التي يكون قد تصرف بها من قيمة الشرط والشرط عند أهل البدو هو الاجر مقابل رعاية قطعان الماشية أو اكتفى بأنه أدى أمانته ليرسخ ذلك الفعل في الأعراف السائدة المتفق عليها.